# Pangasius krempfi
Pangasius krempfi és una espècie de peix de la família dels pangàsids i de l'ordre dels siluriformes.

## Morfologia
Els mascles poden assolir els 120 cm de llargària total i els 14 kg de pes.

## Distribució geogràfica
Es troba a Àsia: riu Mekong i aigües costaneres marines properes.